# Émile Durkheim

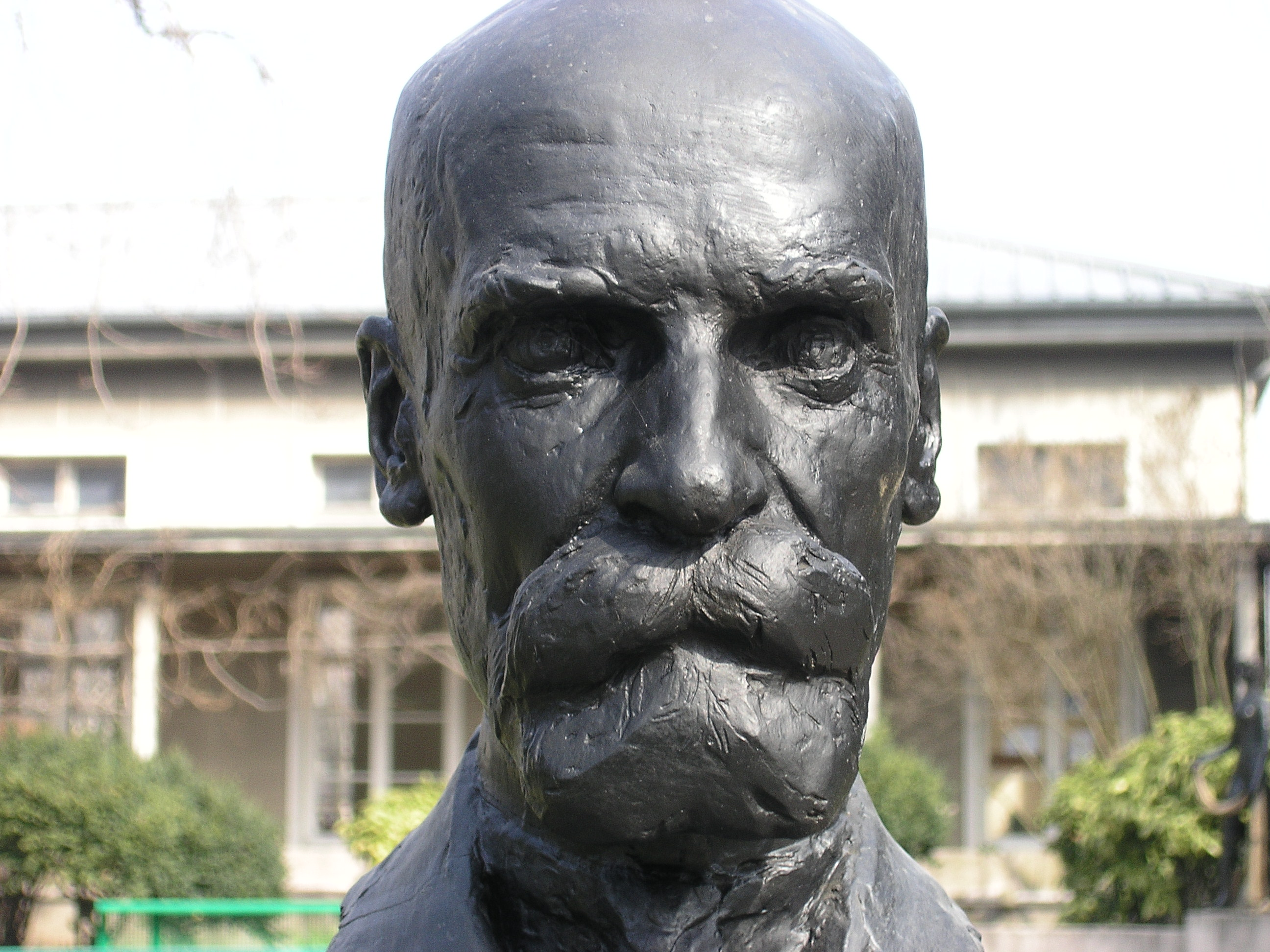
Busta É. Durkheima.

David Émile Durkheim (15. dubna 1858 Épinal – 15. listopadu 1917 Paříž) byl francouzský sociolog. Je řazen mezi tzv. otce zakladatele moderní sociologie. Durkheim založil v roce 1895 první katedru sociologie v Evropě a v roce 1898 také jeden z prvních odborných sociologických časopisů L'Année Sociologique.

## Život
Émile Durkheim se narodil židovským rodičům (jeho otec byl rabínem) v městečku Epinal v Lotrinsku. Ze střední školy v Epinalu díky svému prospěchu přestoupil na elitní lyceum Ludvíka Velikého v Paříži. V roce 1879 pak zahájil studium na École Normale Supérieure, kde se věnoval filosofii. Mezi jeho spolužáky tehdy byl například Henri Bergson nebo Jean Jaurèse, k přednášejícím patřili mj. Fustel de Coulanges, Gabriel Monod, Emile Boutroux nebo Charles Renouvier.
Od roku 1882, kdy ukončil své studium na École Normale Supérieure, vyučoval filosofii na lyceích v různých oblastech Francie a intenzivně se tehdy věnoval četbě Saint-Simona, Comta, Espinase a Spencera. V roce 1885 obdržel stipendium na studium v Německu, kde jej velice ovlivnily přednášky Wilhelma Wundta. V roce 1887 obhájil doktorskou práci na téma společenské dělby práce. Po návratu do Francie mu byla roku 1887 udělena mimořádná profesura pedagogiky a společenských věd na univerzitě v Bordeaux, kde posléze poprvé ve Francii zahájil výuku sociologie. V říjnu 1887 se oženil s Lisou Dreyfusovou, dcerou průmyslníka, čímž dosáhl měšťanské movitosti. Roku 1896 byl v Bordeaux jmenován prvním profesorem sociologie v Bordeaux a v témže roce zde založil první katedru sociologie ve Francii. V roce 1898 založil časopis L’Année sociologique. Roku 1902 odešel na pařížskou Sorbonnu, kde se o čtyři roky později stal řádným profesorem pedagogiky.
Ačkoli byl Durkheim brilantním pedagogem a jeho výrazné monografie jasně vytyčily cíl a metodu sociologické vědy, trvalo téměř patnáct let, než zaujal univerzitní post. Někteří to považují za důsledek antisemitismu ve francouzské intelektuální elitě, jiní naopak poukazují na to, že Durkheimovo prosazování sociologie jako společenské vědy nejvyšší důležitosti mu přineslo mnoho nepřátel.[zdroj?]
Samotný Durkheim se sice nijak výrazně politicky neprofiloval, ale od studentských let se přátelil s lídrem socialistické strany Jeanem Jauresem a mnoho členů redakce časopisu L'Année Sociologique, který založil, se hlásilo k socialistické či radikálně socialistické straně.
Poslední velká kniha Elementární formy náboženského života vychází Durkheimovi roku 1912. O tři roky později jeho syn André zahynul na srbské frontě, což byla rána, z níž se Durkheim už nikdy nevzpamatoval. Jeho poslední texty před smrtí jsou ostře namířeny proti pangermanismu a německému nacionalismu. Emocionálně zdevastovaný a přepracovaný Durkheim zemřel v Paříži 15. listopadu 1917 na mrtvici.

## Durkheimovo pojetí sociologie
Émile Durkheim svými myšlenkami rozvíjí osvícenskou i konzervativní tradici. Navazuje například na Rousseaua (inspiruje se především v jeho koncepci obecné vůle) a na de Montesquieuho. Výrazněji je však v Durkheimově díle znát odkaz na pozitivistický přístup Augusta Comta i na jeho patrona Saint-Simona. Sám se sice za pozitivistu nepovažuje, ale po Comtově vzoru se snaží budovat sociologii jako exaktní vědu popisující objektivní sociální skutečnost. Část Comtových myšlenek ovšem Durkheim kritizuje jako příliš vágní a spekulativní.
Comtovo pojetí sociologie jako univerzální společenské vědy během dvaceti let, které uběhly od jeho smrti, ve Francii prakticky upadlo v zapomnění. O vytvoření univerzální vědy o člověku tehdy usilovali především antropologové. V roce 1859 založil Paul Broca v Paříži Antropologickou společnost, která operovala s mnoha rasistickými předsudky. Mezi další vlivné antropology té doby patřili například Arthur Gobineau, Georges de Lapouge nebo Gustave Le Bon, kteří všichni propagovali teze o nerovnosti ras. Durkheim staví svou sociologii v důrazné polemice s biologizujícími směry a koncept rasy se snaží nahradit pojmem společnosti jako hlavního vysvětlujícího faktoru lidského jednání a lidské povahy.
Ve Francii měl také silnou odezvu evolucionismus Herberta Spencera. Mezi nejvýraznější kritiky tohoto filozofa patřili dva z Durkheimových učitelů, Charles Renouvier a Emile Boutroux. Se Spencerem se Durkheim v mnohém rozchází, lze však najít i témata, v nichž se jejich názory shodují. Durkheimova dichotomie dvou solidarit se podobá Spencerovu vývoji od nekoherentní homogenity ke koherentní heterogenitě; Durkheim též se Spencerem souhlasí v tom, že během vývoje lidstva neustále nabývá na významu lidská individualita. Durkheim ovšem s organicismem obecně výrazně polemizoval a již ve svých raných pracích kritizoval prvky tohoto směru právě u Spencera, ale i u Comta a Schäffleho. Podobně Durkheim a jeho přívrženci odsuzovali i geografický determinismus a byli toho názoru, že geografické podmínky působí na člověka až zprostředkovaně skrze sociální prostředí.
Durkheim je představitelem a zakladatelem sociologického paradigmatu sociálního faktu či dle jiného dělení paradigmatu objektivistického. Jeho pohled je objektivistický; předmětem zájmu sociologie jsou dle něj sociální fakta, která lze zkoumat jako věci. Základními dvěma rysy sociálního faktu, jež Durkheim načrtl ve svém díle Pravidla sociologické metody, je:
- jeho situovanost mimo individuum
- jeho donucovací ráz ve vztahu k jedinci

Ústředními obecnými tématy Durkheimovy sociologie jsou například věda, morálka a pedagogika. Jeho konkrétní úvahy se týkají dělby práce, sebevraždy (kolektivní vědomí), problému normálního a patologického, náboženství atd. Významnou částí jeho práce je i reakce na sociologické současníky, především Georga Simmela, Maxe Webera a předchůdce (Auguste Comte, Karl Marx).
Durkheim si byl vědom toho, že dokonalé sociální integrace nelze dosáhnout bez systému sdílené víry a zaměřil se proto na důkladné zkoumání náboženství. Soustředil se především na prvek kolektivních rituálů a obecně na sociální vztahy, které se mezi věřícími utvářejí. Ve svém posledním velkém díle Elementární formy náboženského života se snaží mimo jiné prokázat, že víra v určitého boha není nutnou charakteristikou náboženství. Na náboženství nahlíží spíše jako na sdílený „systém věr a praktik“, v němž lidé skrze sakrální záležitosti vzývají především společnost samotnou. Poukazuje též na to, že za určitých podmínek (například během extrémního kolektivního napětí) jsou společenství bohy a náboženství schopna vytvářet.

### Koncept sociálního faktu
Koncept sociálního faktu byl explikován v Pravidlech sociologické metody (1895). Sociální fakt jsou struktury a kulturní normy a hodnoty, které jsou vnější a mají „donucovací“ charakter na aktéry. Durkheim podle Ritzera tento koncept vytvořil v konfrontaci se soudobou filozofií a psychologií, vůči nimž chtěl etablovat sociologii, a s protosociologií Comta a Spencera, kteří se zaměřovali spíše na abstraktní teoretizování o společnosti než na empirický výzkum. Podle Durkheima se sociologie měla na rozdíl od obou výše zmíněných zaměřovat na zkoumání sociálních faktů.
Sociální fakty mají být zkoumány jako věci, což znamená, že musí být zkoumány empiricky, ne filozoficky (myšlenky mohou být poznány introspekcí, tedy filozoficky, ale věci nemohou být poznány pouhou mentální aktivitou, je třeba k tomu dat mimo mysl). Aby odlišil sociologii od psychologie, která také byla empirická, tvrdil, že sociální fakty jsou vnější a vytvářejí tlak na aktéra (psychologie zkoumá vnitřní fakta). Durkheim tak, kromě ustavení obsahu sociologie, oddělil sociologii od dalších věd, zkoumajících člověka.
Durkheim odlišil materiální a nemateriální sociální fakty. Materiální jsou skutečné a jsou součástí vnějšího světa (architektura, zákony – externalizované a materializované sociální vědomí); nemateriální jsou normy, hodnoty či obecně kultura. Jak ale mohou být nemateriální sociální fakty jako normy a hodnoty vnější k aktérům? Kde mohou existovat jinde než v myslích aktérů? A když jsou v myslích, nejsou vnitřní vůči aktérům? Durkheim na některých místech Pravidel hovořil o nemateriálních faktech jako o mentálních fenoménech, které jsou vnější a vytvářejí tlak na psychologické fakty.
Klasifikace sociálních faktů:
1. materiální – společnost, strukturální komponenty společnosti, morfologické komponenty společnosti;
2. nemateriální – morálka, kolektivní vědomí, kolektivní reprezentace a společenské vědomí.

Durkheim se zaměřoval na makrosociální fakta – proto se říká, že měl velký vliv na vznik strukturálního funkcionalismu. Obdobně i jeho používání organické analogie s funkcemi se blíží strukturnímu funkcionalismu. Durkheim se netajil tím, že chtěl zkoumat sociální struktury a jejich funkce.

### Dělba práce ve společnosti
Durkheim založil svou analýzu dělby práce na rozlišení dvou ideálních typů společností. V tradiční společnosti je nediferencovaná sociální struktura a je charakteristická mechanickou solidaritou.
Moderní společnost má velkou dělbu práce a je pro ni charakteristická organická solidarita. Dělba práce ve společnosti je pro Durkheima materiální sociální fakt a týká se specializace, s níž jsou určité úkoly a odpovědnosti vykonávány (dělba práce jako vzorec interakce je materiální sociální fakt).
Změny v dělbě práce měly významné implikace pro strukturu společnosti a odrážejí se v odlišné solidaritě (v tom, co drží společnost pohromadě). Společnost s mechanickou solidaritou je spojena proto, že lidé jsou „generalisti“, umí všechno. Mezi lidmi existuje pouto, neboť všichni dělají téměř totéž. Společnost s organickou solidaritou je držena pohromadě díky specializaci, díky odlišnosti lidí – navzájem se totiž potřebují. V moderní společnosti se nespecializují pouze lidé, ale i struktury, skupiny a instituce.
Přechod od společnosti s mechanickou solidaritou ke společnost s organickou solidaritou vysvětluje Durkheim pomocí konceptu dynamické hustoty. Dynamická hustota znamená zároveň zvýšení počtu lidí a interakcí mezi nimi, což v důsledku vede k větší soutěži o nedostatkové zdroje a boj o přežití. Protože jedinci, rodiny, kmeny plní identickou funkci, je zřejmé, že se musejí při větší dynamické hustotě střetnout o plnění stejných funkcí – proto dochází k dělbě práce, která umožňuje spolupráci a konsenzus a potlačuje konflikt.
Ke zkoumání vlivu materiálních fakt na nemateriální, což Durkheima nejvíce zajímalo, využil v Dělbě práce práva, neboť sociolog podle něj nemohl zkoumat nemateriální fakty přímo, ale skrze materiální fakty, které je odrážejí. Společnost s mechanickou solidaritou je charakteristická represivním právem. Lidé jsou si podobní a věří ve společnou morálku, proto každý prohřešek proti sdílenému systému hodnot je významný pro lidi a jako takový musí být krutě potrestán (kontrola masami). Společnost s organickou solidaritou je typická odškodňujícím právem. Stále sice přetrvává represivní právo, nicméně v některých případech mohou lidé svůj přestupek proti kolektivní morálce vyrovnat těm, kdo byli poškozeni. Neexistuje totiž silná společná morálka a lidé nereagují emocionálně na porušení zákona (kontrola policií a soudy). Durkheima zajímají změny v morálce, kolektivním vědomí, kolektivních reprezentacích či sociálních proudech.
Durkheim byl podle některých sociolog morálky či spíše jeho sociologie byla vedlejším produktem jeho zájmu o morálku a problémy jeho doby. Podle Durkheima byli lidé v ohrožení patologické ztráty morálních svazků, bez nichž by lidé byli otroky expandujících vášní. Právě z tohoto jeho zájmu vznikl koncept anomie jako pokles společné morálky. Anomie je stav, kdy jedinci nemají jasná morální pravidla o tom, co je a co není dobré chování. Hlavní patologií moderní doby byla podle Durkheima anomická dělba práce. Dělba práce je sice v moderní společnosti zdrojem koheze, která kompenzuje klesající kolektivní morálku, nemůže ji však vždy nahradit. Jedinci se mohou stát izolovanými, dělat specifické úkony a mohou snadno ztratit spojení s jinými.

### Kolektivní vědomí
Kolektivní vědomí pro Durkheima znamená totalita přesvědčení a postojů společné lidem ve společnosti, což tento koncept odlišuje od partikulárního vědomí. Kolektivní vědomí je uskutečňováno skrze individuální vědomí. Rostoucí dělba práce přináší transformace kolektivního vědomí; lidé v organizované společnosti jsou drženi pohromadě dělbou práce, nikoli sdíleným a silným kolektivním vědomím (morální individualismus). Durkheim postupně tento koncept nahradil termínem kolektivní reprezentace, což lze chápat jako normy a hodnoty specifických kolektivit jako rodina, zaměstnání, stát, instituce. Používal též pojem sociální vědomí, což je dnešní skupinová orientace nebo nálady.

### Sebevražda
Na případě sebevraždy chtěl Durkheim ukázat, že sociální fakty jsou jedincům vnější. Využil k tomu velmi individualistický krok – sebevraždu. Vyeliminoval biologické (i rasové), psychologické a socio-psychologické faktory, neboť jsou konstantní. Odmítl i Tardův princip nápodoby (lidé v zemích hraničících se zeměmi s vysokou sebevražedností by museli páchat sebevraždy také často, což není pravda).
Durkheim argumentoval, že různé společnosti mají odlišné kolektivní vědomí a reprezentace, které produkují odlišné sociální vědomí. Individuální zájmy mohou být uspokojovány jedině v souladu s normativně ustavenými požadavky společnosti, proto musí být hodnoty a normy přesně stanoveny a dodržovány. Když tomu tak není nastává chaos, zmatek, stav anomie, vedoucí k pocitu osamocenosti, strachu. Jde o patologický stav „sociální nemoc“. Sebevražda může být: fatalistická, egoistická, altruistická, anomická – v důsledku porušení sociální rovnováhy (otřesení životního standardu při krizi i konjunktuře, když se rozpadá soudržnost skupiny). Anomie je stav vyvolaný rozpadem hodnotových normativních systémů. Komplementární k ní je podle Durkheima sociální integrace. Anomie je symptomem toho, že určité formy sociální života jsou zastaralé a neživotné a je třeba je změnit.

### Náboženství
Durkheim studoval náboženství australského kmene Arunta, protože se jednalo o primitivní kmen, kde mohl poznat fungování náboženství v nahotě, což mohlo odhalit fungování náboženství v moderní době. V daném kmenu se náboženství rovnalo Durkheimovu kolektivnímu vědomí – všezahrnující morálka. Jak se společnost vyvíjí, proměňuje se náboženství v pouhou kolektivní reprezentací a jeho roli nahrazují například právo a věda. Na otázku: odkud pochází náboženství? odpověděl, že od společnosti. Společnost skrze jedince definuje některé jevy jako posvátné a zbylé definuje jako profánní, světské, každodenní. Povýšení některých aspektů společnosti na posvátné ale není dostačující. Musí být také vyvinut systém náboženské víry (reprezentace, které vyjadřují povahu posvátného a vztah k světskému), soubor rituálů (jak se má člověk chovat u posvátných objektů) a církev nebo zahrnující morální komunitu. Náboženství je unifikovaný soubor věr a praktik, které spojují do jednotné morální komunity zvané Církev ty, kdo jsou stoupenci. Durkheim chtěl ukázat, zda je klan (rod) zdrojem totemismu; pak mohl pokládat svou otázku za zodpovězenou. Totem se stal posvátný proto, že se stal symbolem komunity, jejíž hodnoty a ideály reprezentuje. Společnost tak zbožšťuje sama sebe. Ukázal tedy, že kolektivní vědomí je zdrojem náboženství.
Ohledně vztahu moderní společnosti a náboženství byl přesvědčen, že role náboženství upadá. Moderní společnosti ale musejí upevňovat svou solidaritu v rituálech, jež potvrzují jejich hodnoty (svoboda, rovnost a spolupráce) – potenciál pro občanské náboženství.

### Magie
Durkheim se kromě otázky o funkci náboženství zabýval i otázkou funkce magie, například ve svém díle Elementární formy náboženství z roku 1912. Oba fenomény v jeho chápání spojuje, že s jedná o systém věr a praktik vztahujících se k posvátným věcem, ale magie na rozdíl od náboženství nevede ke vzniku komunity. Za další významný rozdíl považuje je pochybení při jejím praktikování může vést k neštěstí, ale nenásleduje po něm morální pobouření, magie tak postrádá koncept hříchu. Dále pak považuje povahu magických zákazů za čistě utilitární, zatímco náboženské zákazy pracují s konceptem posvátnosti a respektu k ní. Durkheim však uznává, že taková distinkce mezi náboženstvím a magií může být v praxi těžko aplikovatelná a rozlišení obou fenoménů může být nejasné.
Svou definicí magie se vymezoval proti koncepci britského antropologa Jamese Frazera, podle kterého je magie „vědou založenou na nesprávných předpokladech“. Zákony sympatetické magie podle Durkheima mají základ v náboženských představách a spíše než o homeopatické magii je namístě spíše mluvit o imitativních obřadech, a „zákon doteku“ považuje za založený na víře o přenosu posvátna mezi objekty. Různé plodnostní obřady, například takové zahrnující sňatek božstev vegetace, Durkheim nepovažuje za magické, ale za náboženské, protože v jeho pojetí je jejich cílem stmelení společnosti. Durkheimovo pojetí dále rozvinul jeho žák Marcel Mauss.

## Významná díla
- Společenská dělba práce, Paříž 1893
- Pravidla sociologické metody, Paříž 1895
- Sebevražda: sociologická studie, Paříž 1897
- Elementární formy náboženství, Paříž 1912
- Vzdělání a sociologie, Paříž 1922
- Sociologie a filozofie, Paříž 1924
- Mravní výchova, Paříž 1925
- Socialismus, Paříž 1928
- Pragmatismus a sociologie, Paříž 1955